# Czarnów (Kielce)

Dzielnice i osiedla Kielc, os. Czarnów ma na mapie nr 13, a dawna miejscowość Czarnów – nr 21

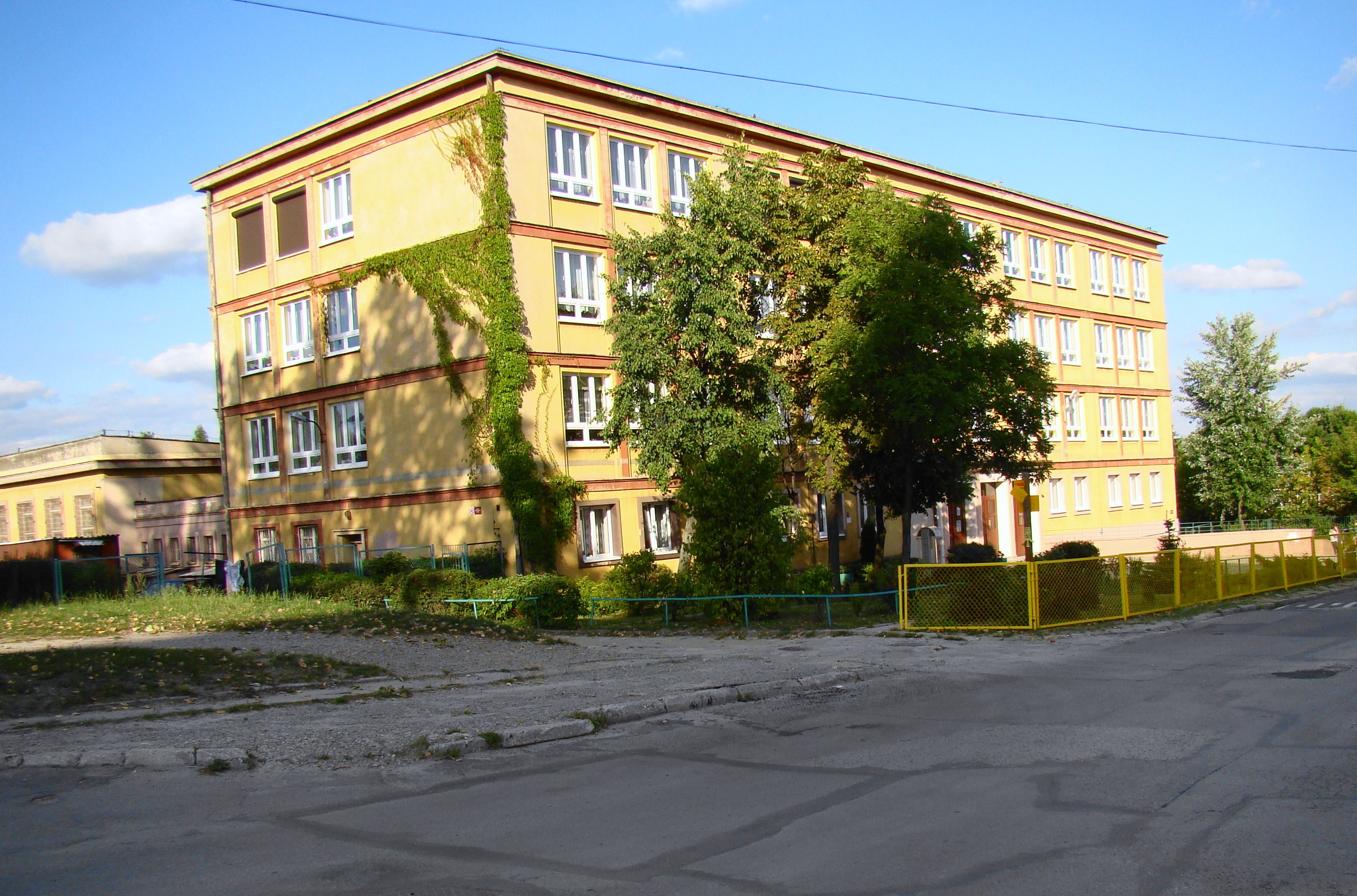
Szkoła Podstawowa nr 18

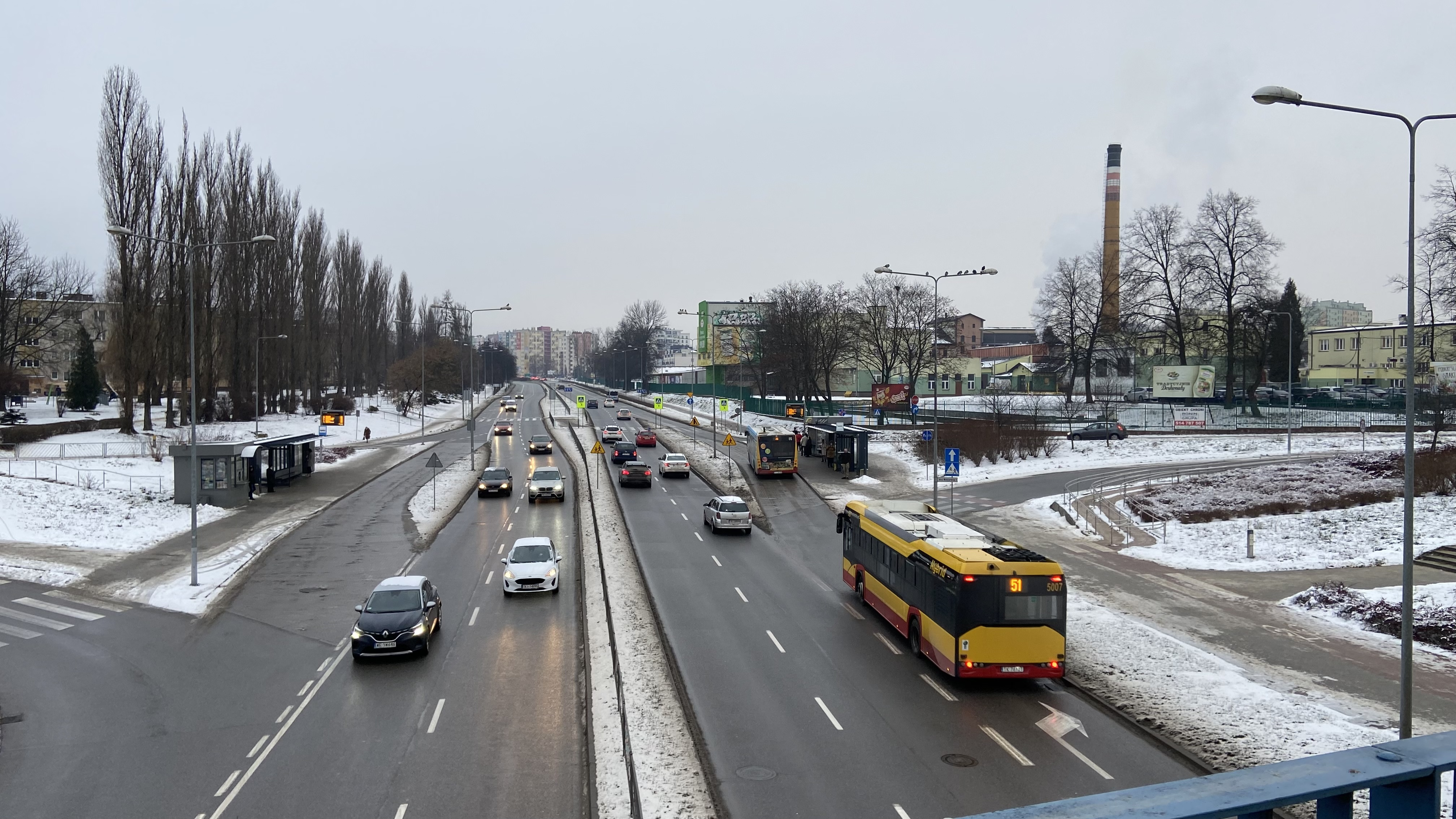
Zakłady WSP "Społem" znajdujące się przy ulicy Grunwaldzkiej

Czarnów – część Kielc, położona w zachodniej części miasta, składająca się z osiedla Czarnów (oficjalna nazwa Czarnów-Osiedle) i dawnej miejscowości Czarnów (oficjalna nazwa Czarnów Rządowy).
W latach 1954–1961 wieś należała i była siedzibą władz gromady Czarnów, po jej zniesieniu w gromadzie Niewachlów. W 1966 r. wyłączono wieś z gromady Niewachlów włączając ją do miasta Kielce.

## Nazwa
Nazwa Czarnów występuje w dokumentach po raz pierwszy w XIV wieku. Z treści pierwszego zachowanego dokumentu wynika, że miejscowość (zapisana pod nazwą Tharnow, czyli Tarnów) istniała przed 1355 rokiem.

## Zabudowa i obiekty
Osiedle Czarnów sąsiaduje z os. Pod Dalnią, os. Ślichowice I, Herbami, Centrum, os. Jagiellońskim (postrzeganym często jako część Czarnowa) i Karczówką. Natomiast dawna miejscowość Czarnów (włączona do Kielc 1 stycznia 1966 roku, a wcześniej będąca odrębną miejscowością w dawnej gminie Niewachlów) obejmuje rejon ul. Malików i ul. Piekoszowskiej na odcinku na zachód od ulic Kazimierza Wielkiego i Gwarków.
Osiedle Czarnów ma charakter mieszkaniowo-usługowy, ale znajdują się tutaj również zakłady pracy. Istnieją przedszkola, szkoła podstawowa nr 18 im. Zbigniewa Kruszelnickiego „Wilka”, Zespół Szkół Zawodowych Nr 3 im. Stanisława Staszica, Zespół Szkół Mechanicznych im. gen. W. Sikorskiego i III Liceum Ogólnokształcące im. C.K. Norwida oraz kościół pw. Miłosierdzia Bożego, będący diecezjalnym sanktuarium Miłosierdzia Bożego oraz siedzibą dekanatu Kielce-Zachód.
W północnej części Czarnowa, przy ul. Kolberga znajdują się urzędy: Inspektorat Miejski ZUS oraz Powiatowy Urząd Pracy. W rejonie ulic Chrobrego i Kolberga mieści się Park Czarnów o powierzchni 4,5 ha, a w pobliżu ogródki działkowe. W południowej części Czarnowa znajduje się zespół obiektów służby zdrowia, a w południowo-wschodniej – zakłady WSP Społem, założone w 1920 r. W rejonie skrzyżowań ulicy Jagiellońskiej z Grunwaldzką oraz z Piekoszowską położone jest centrum handlowo-usługowe (sklepy, apteki, banki, stacja benzynowa, urząd pocztowy).
Na terenie dawnej miejscowości Czarnów, przy ulicy Piekoszowskiej, mieści się kościół pw. św. Hiacynty i Franciszka oraz boisko klubu sportowego Czarnovia.

## Problemy społeczne
Na Czarnowie skupione jest około 90% kieleckiego budownictwa socjalnego, co skutkuje stygmatyzacją tej części miasta. W wieżowcu socjalnym przy ulicy Młodej (potocznie nazywanym Mariottem) osiedlano począwszy od 2003 m.in. eksmitowane osoby z innych osiedli w mieście, co wpłynęło na koncentrację problemów społecznych. Planowane jest (2018) wyburzenie tego obiektu, który liczy 157 lokali. Mają tu miejsce liczne zachowania patologiczne: w połowie listopada 2017 dwie osoby zginęły tam w wyniku pożaru wywołanego wybuchem butli gazowej, dochodzi do bójek (m.in. dwóch mężczyzn zostało ranionych nożem na klatce schodowej), a w 2018 mężczyzna wyrzucił dwa psy z dziewiątego piętra. Pod koniec 2023 wykwaterowani zostali ostatni mieszkańcy i przeniesieni do innych części miasta. Budynek jest opustoszały i przygotowywany do wyburzenia.

## Komunikacja

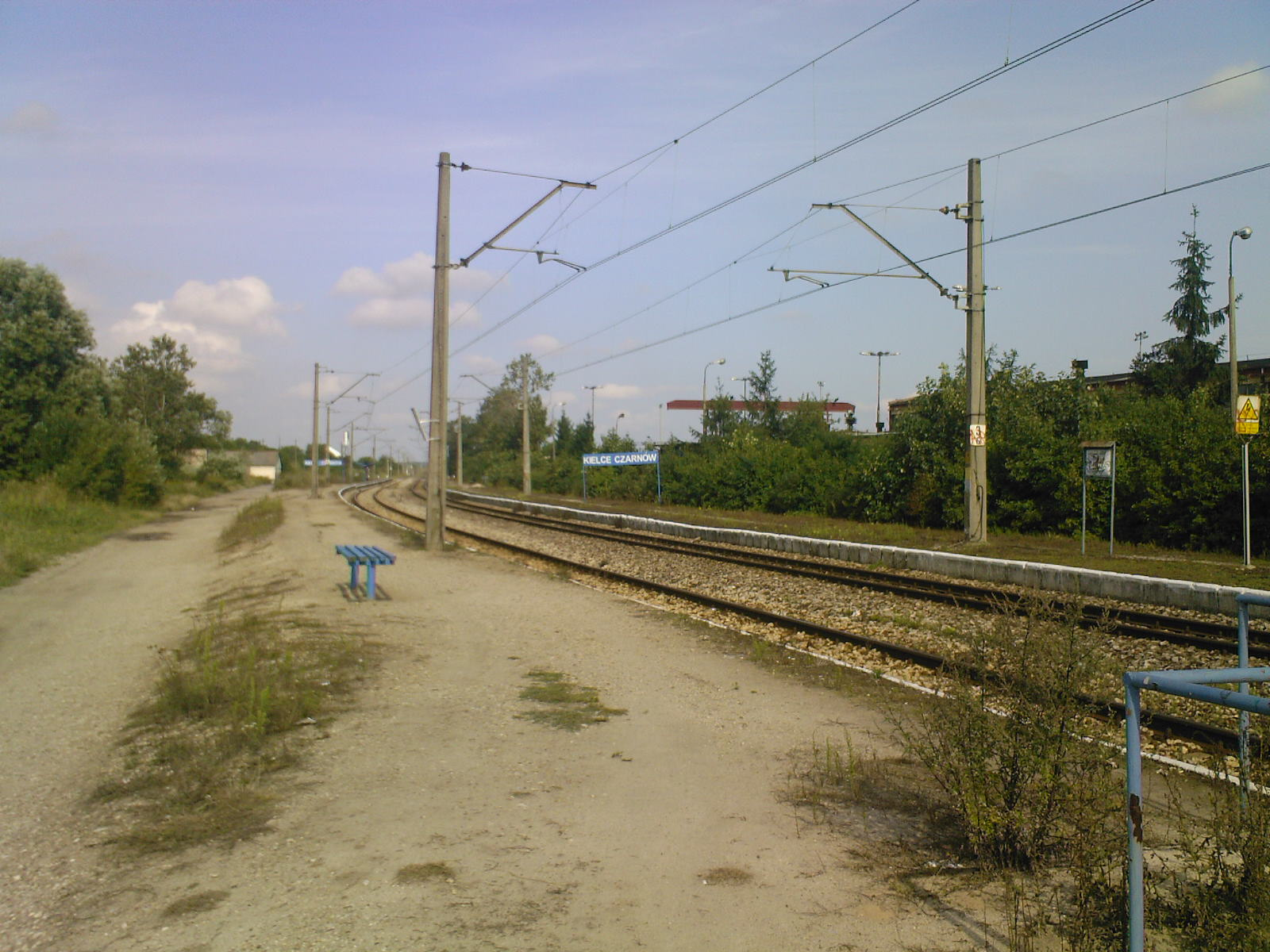
Stacja PKP Kielce-Czarnów (ob. Kielce Ślichowice)

Południowa część osiedla posiada dobrze rozwiniętą komunikację autobusową (23 linii), natomiast północna – słabiej rozwiniętą (4 linie).
Dojazd liniami autobusowymi MPK:
- południowa część osiedla – 1, 2, 5, 8, 13, 18, 23, 25, 26, 27, 28, 29, 31, 35, 46, 50, 51, 102, 107, 108, 114, N1, Z;
- północna część osiedla – 2, 13, 23, 26;
- dawna miejscowość Czarnów – 18, 25, 102, 112, 114.

## Transport kolejowy
W bezpośrednim sąsiedztwie os. Czarnów znajdują się stacje kolejowe Kielce Główne i Kielce Herbskie. Ponadto istniał przystanek Kielce Czarnów, któremu w 2016 roku zmieniono nazwę na Kielce Ślichowice.